# Zimtrot-Schattenkolibri
Der Zimtrot-Schattenkolibri (Phaethornis pretrei), oder Zimtroter Schattenkolibri, manchmal auch Planaltoeremit genannt, ist eine Vogelart aus der Familie der Kolibris (Trochilidae). Die Art hat ein großes Verbreitungsgebiet in den südamerikanischen Staaten Argentinien, Bolivien, Brasilien und Paraguay. Der Bestand wird von der IUCN als „nicht gefährdet“ (Least Concern) eingestuft.

## Merkmale
Der Zimtrot-Schattenkolibri erreicht eine Körperlänge von etwa 14,5 bis 15,5 Zentimetern. Der lange leicht gebogene Schnabel wird etwa 31 Millimeter lang. Die fuchsrote Oberschwanzdecke steht im Kontrast zum olivgrünen Rücken. Die Unterseite ist zimtbraun, das Steuerfedernpaar neben dem mittleren Paar ist deutlich verlängert und hat weiße Spitzen.

## Verbreitung und Lebensraum

Verbreitung des Zimtrot-Schattenkolibris

Der Zimtrot-Schattenkolibri ist vom Osten Boliviens über den Norden Argentiniens und fast ganz Paraguay bis in den Osten Brasiliens verbreitet. Er bewegt sich bevorzugt im Unterholz sowie an Rändern von trockenem Gehölz, Galeriewald und Sekundärvegetation in offenen, vegetationsreichen Gebieten, gerne in bergigen Regionen. Auch in menschennahen Umgebungen findet er sich ein, wenn genügend Bäume und Kräuter vorhanden sind.

## Ernährung
Der Zimtrot-Schattenkolibri ernährt sich vom Nektar verschiedener Blütenpflanzen, u. a. Hibiscus rosasinensis, und kleinen Arthropoden. Möglicherweise sammelt er den Nektar wie viele Kolibriarten als sogenannter Trapliner (regelmäßiges Abfliegen immer derselben Blüten).

## Fortpflanzung
Das Nest wird für jede neue Brut neu errichtet. Es ist immer nahe des alten Niststandplatzes. Bei günstigen Standortbedingungen wird das neue Nest über das alte gebaut. Das umfangreiche kegelförmige Nest wird aus Moos, Fasern und Spinnweben gefertigt und an senkrechten Wurzeln, Zweigen oder Ähnlichem befestigt, oft in Höhlen oder an Felswänden, auch in verlassenen Gebäuden oder unter Brücken und in Abwasserrohren. Das Gelege besteht aus zwei Eiern in der Größe von 13,9–16,5 mm × 9,2–10 mm. Nach etwa 15 Tagen schlüpfen die rosafarbenen Küken, die nach 16–20 Tagen flügge werden. Es brütet allein das Weibchen, es wurde aber das Männchen währenddessen in Nestnähe beobachtet.

## Unterarten
Es sind keine Unterarten des Zimtrot-Schattenkolibris bekannt. Die Art gilt als monotypisch. Phaethornis pretrei minor Grantsau, 1988 und Phaethornis pretrei schwarti Ruschi, 1975 werden heute als Synonym zur Nominatform betrachtet.

## Etymologie und Forschungsgeschichte
Die Erstbeschreibung des Zimtrot-Schattenkolibris erfolgte 1839 durch Adolphe Delattre und René Primevère Lesson unter dem Namen Trochilus Pretrei. Das Typusexemplar wurde von Delattre in Minas Gerais gesammelt. 1827 führte William Swainson die für die Wissenschaft neue Gattung Phaethornis für den Langschwanz-Schattenkolibri (Phaethornis superciliosus (Linnaeus, 1766)) ein.
Der Begriff Phaethornis leitet sich aus den griechischen Wörtern φαέθων phaéthōn für „leuchtend, strahlend“ und ὄρνις órnis für „Vogel“ ab. Der Name pretrei ist dem naturhistorischen Maler Jean-Gabriel Prêtre gewidmet, der für Lesson viele Bücher illustrierte. Schwarti wurde Marcel Isy-Schwart (1917–2012) gewidmet. Minor leitet sich von lateinisch minor ‚klein‘ ab.